# Loch Valley
Loch Valley är en sjö i Storbritannien.   Den ligger i riksdelen Skottland, i den centrala delen av landet, 500 km nordväst om huvudstaden London. Loch Valley ligger 393 meter över havet. Arean är 37 kvadratkilometer.  I omgivningarna runt Loch Valley växer i huvudsak blandskog.